# Народная партия (Латвия)
Наро́дная па́ртия (латыш. Tautas partija) — политическая партия в Латвии (1998—2011). Определяла сама себя как консервативную.

## История
Народная Партия была основана в 1998 году Андрисом Шкеле, бизнесменом и бывшим премьер-министром, являвшимся председателем партии до 2002 года. Многие избиратели отождествляли в этот период партию с её лидером. В 2002 году место председателя партии занял Атис Слактерис; вскоре Шкеле оставил публичную политику.
Партия находилась у власти в Латвии в 1999—2002 годах (третий кабинет «народника» Шкеле и кабинет Берзиньша), а также с 2004 по 2010 год (кабинет Эмсиса, первый и второй кабинеты «народника» Калвитиса, второй кабинет Годманиса, кабинет Домбровскиса до марта 2010 года). В Риге партия находилась у власти с 2005 по 2009 год в составе коалиции Рижской думы.
Экономический кризис 2008—2009 годов подорвал позиции партии, которую винили за доведение экономики до тяжелого упадка.
В июле 2011 года на конгрессе партии было принято решение о её ликвидации. В процессе ликвидации партия подала в суд заявление о собственной неплатёжеспособности, так как она была обязана выплатить более миллиона латов за нарушения в ходе предвыборной кампании 2006 года.

## Результаты выборов
На первых для партии парламентских выборах она победила, получив 21,19 % голосов избирателей и 24 места в 7-м Сейме.
На парламентских выборах в Латвии 5 октября 2002 года партия получила 16,7 % голосов избирателей и 20 из 100 мест в Сейме (третье место).
Народная Партия входила в состав Европейской Народной Партии, с 2004 по 2009 год была представлена в Европейском парламенте 1 депутатом.
На выборах в 9-й Сейм Народная партия впервые после восстановления независимости повторила свою победу (19,56 % голосов и 23 мандата), не позволив мелким и вновь созданным партиям получить места в парламенте, как это бывало до того и после того. Она соперничала с другими ранее участвовавшими в работе Сейма партиями, которые не обошлись без структурных перемен (например, неудачник выборов в 8-й Сейм «Латвийский путь» объединился с Латвийской Первой партией). Произошла выраженная стабилизация политической системы в стране.
На парламентских выборах в Латвии в 2006 году НП заняла первое место с 23 депутатами и 19,56 % голосов.
На муниципальных выборах 2009 года НП утратила представительство в Рижской думе, на европейских выборах утратила представительство в ЕП.

## Лидеры
- 1998—2002 — Андрис Шкеле.
- 2002—2006 — Атис Слактерис.
- 2006—2008 — Айгарс Калвитис.
- 2008—2009 — Марек Сеглиньш.
- 2009—2011 — Андрис Шкеле.